# إريك سميث (قاتل)
إريك سميث (مواليد 22 يناير 1980) (بالإنجليزية: Eric Smith)‏ هو مجرم أمريكي مسجون لقتله «ديريك روبي» الذي كان يبلغ من العمر أربع سنوات (2 أكتوبر 1988 - 2 أغسطس 1993). ففي عام 1993، وعندما كان عمر إريك سميث 13 سنة، قام بقتل الطفل بالخنق أولًا وبعد ذلك أسقط على رأسه حجرا، وأُدين إريك بالقتل من الدرجة الثانية وحكم عليه بالسجن لمدة تصل إلى تسع سنوات على الأقل.